# Vjera Belić Biloglav
Vjera Belić Biloglav je hrvatska pjesnikinja. 
Auktorica je pjesničke zbirke koja je primjer hrvatskog ratnog pjesništva.
Pjesme je objavila u Zadarskoj smotri.

## Djela
- Kob sjemenja, 1990. (izdavač Književni centar)[2]
- Moćne kapi, 1993. (izdavač MH)[3]
- Zemuničke bure, 1993. (zajedno s Julijem Derossijem), izdavač MH[4]
- Vrijeme nade, 1993. (izdavač Župni ured Zemunik)[5]
- Bodež u tijelu ruže , 1994. (izdavač: DHK) (ilustrirao Ivan Lacković Croata)[6]
- Kaotičnost buđenja , 1997. (izdavač: DHK) (ilustirao Josip Zanki)[6]
- Pelud noći, 2001. (ilustirao Josip Zanki)[6]

## Vanjske poveznice
- Na radost anđela
- Zadarski list Maslinarka i pjesnikinja